# Menesia walshae
Menesia walshae är en skalbaggsart som beskrevs av Stefan von Breuning 1960. Menesia walshae ingår i släktet Menesia och familjen långhorningar. Inga underarter finns listade i Catalogue of Life.